# Campionati mondiali di ginnastica artistica 2010
I Campionati Mondiali di Ginnastica Artistica 2010 sono la 42ª edizione della competizione. Si sono svolti nella Ahoy Rotterdam di Rotterdam, Paesi Bassi, dal 16 al 24 ottobre 2010. Hanno preso parte alla competizione 615 atleti, 272 donne e 343 uomini, provenienti da 73 diverse federazioni.

## Programma
| Giorno     | Ora         | Uomini               | Donne                |
| ---------- | ----------- | -------------------- | -------------------- |
| 16 ottobre | 10:00-22:00 | —                    | Qualificazioni       |
| 17 ottobre | 10:00-19:15 | —                    | Qualificazioni       |
| 18 ottobre | 09:00-22:15 | Qualificazioni       | —                    |
| 19 ottobre | 09:00-22:15 | Qualificazioni       | —                    |
| 20 ottobre | 17:00-19:00 | —                    | Concorso a squadre   |
| 21 ottobre | 17:00-20:00 | Concorso a squadre   | —                    |
| 22 ottobre | 16:00-22:00 | Concorso individuale | Concorso individuale |
| 23 ottobre | 14:00-18:00 | Finale ad attrezzo   | Finale ad attrezzo   |
| 24 ottobre | 14:00-18:00 | Finale ad attrezzo   | Finale ad attrezzo   |

## Partecipanti
| - Egitto - Algeria - Argentina - Armenia - Azerbaigian - Australia - Belgio - Brasile - Bulgaria - Cile - Cina - Danimarca | - Germania - Rep. Dominicana - El Salvador - Finlandia - Francia - Georgia - Grecia - Hong Kong - Iran - Irlanda - Islanda - Israele | - Italia - Yemen - Giappone - Giordania - Canada - Kazakistan - Qatar - Colombia - Croazia - Kuwait - Lettonia - Lituania | - Lussemburgo - Messico - Nuova Zelanda - Paesi Bassi - Corea del Nord - Norvegia - Austria - Polonia - Portogallo - Porto Rico - Romania - Russia | - Svezia - Svizzera - Slovacchia - Slovenia - Spagna - Sudafrica - Corea del Sud - Taipei cinese - Thailandia - Rep. Ceca - Tunisia - Turchia | - Ucraina - Ungheria - Uzbekistan - Venezuela - Stati Uniti - Regno Unito - Vietnam - Bielorussia - Cipro |

| Uomini      | Nome           | Stato         | Data di Nascita | Anni    |
| ----------- | -------------- | ------------- | --------------- | ------- |
| Più giovane | Ping Chien Hsu | Taipei cinese | 08/10/94        | 16 anni |
| Più vecchio | Espen Jansen   | Norvegia      | 13/12/68        | 41 anni |

| Donne       | Nome               | Stato    | Data di Nascita | Anni    |
| ----------- | ------------------ | -------- | --------------- | ------- |
| Più giovane | Anna Dement'eva    | Russia   | 28/12/94        | 15 anni |
| Più vecchio | Oksana Chusovitina | Germania | 19/06/75        | 35 anni |

## Vincitori

### Uomini
| Evento                | Oro                  | Punteggio | Argento          | Punteggio | Bronzo                | Punteggio |
| Concorso a squadre    | Cina                 | 274.997   | Giappone         | 273.769   | Germania              | 271.252   |
| Concorso individuale  | Kōhei Uchimura       | 92.331    | Philipp Boy      | 90.048    | Jonathan Horton       | 89.864    |
| Corpo libero          | Eleftherios Kosmidis | 15.700    | Kōhei Uchimura   | 15.533    | Daniel Purvis         | 15.366    |
| Cavallo con maniglie  | Krisztián Berki      | 15.833    | Louis Smith      | 15.733    | Prashanth Sellathurai | 15.566    |
| Anelli                | Chen Yibing          | 15.900    | Yan Mingyong     | 15.700    | Matteo Morandi        | 15.666    |
| Volteggio             | Thomas Bouhail       | 16.449    | Anton Golocuckov | 16.366    | Dzmitry Kaspiarovich  | 16.316    |
| Parallele simmetriche | Feng Zhe             | 15.966    | Teng Haibin      | 15.616    | Kōhei Uchimura        | 15.500    |
| Sbarra                | Zhang Chenglong      | 16.166    | Epke Zonderland  | 16.033    | Fabian Hambüchen      | 15.966    |

### Donne
| Evento               | Oro               | Punteggio | Argento                       | Punteggio | Bronzo        | Punteggio |
| Concorso a squadre   | Russia            | 175.397   | Stati Uniti                   | 175.196   | Cina          | 174.781   |
| Concorso individuale | Alija Mustafina   | 61.032    | Jiang Yuyuan                  | 59.998    | Rebecca Bross | 58.966    |
| Corpo libero         | Lauren Mitchell   | 14.833    | Alija Mustafina Diana Chelaru | 14.766    | —             | —         |
| Volteggio            | Alicia Sacramone  | 15.200    | Alija Mustafina               | 15.066    | Jade Barbosa  | 14.799    |
| Parallele            | Elizabeth Tweddle | 15.733    | Alija Mustafina               | 15.600    | Rebecca Bross | 15.066    |
| Trave                | Ana Porgras       | 15.366    | Rebecca Bross Deng Linlin     | 15.233    | —             | —         |

## Risultati (in dettaglio)

### Ginnastica artistica maschile

#### Concorso a squadre
| Posizione | Squadra              | Corpo libero | Cavallo | Anelli | Volteggio | Parallele | Sbarra | Totale  |
| --------- | -------------------- | ------------ | ------- | ------ | --------- | --------- | ------ | ------- |
| Oro       | Cina                 | 44.333       | 43.099  | 46.800 | 47.999    | 46.733    | 46.033 | 274.997 |
| Oro       | Chen Yibing          | —            | —       | 16.000 | 15.866    | —         | —      | 274.997 |
| Oro       | Feng Zhe             | 14.700       | —       | —      | 16.100    | 15.900    | 15.133 | 274.997 |
| Oro       | Teng Haibin          | —            | 15.466  | —      | —         | 15.633    | 15.000 | 274.997 |
| Oro       | Yan Mingyong         | —            | 13.200  | 15.600 | —         | —         | —      | 274.997 |
| Oro       | Lu Bo                | 14.700       | 14.433  | 15.200 | 16.033    | 15.200    | —      | 274.997 |
| Oro       | Zhang Chenglong      | 14.933       | —       | —      | —         | —         | 15.900 | 274.997 |
| Argento   | Giappone             | 44.198       | 44.633  | 44.532 | 48.183    | 46.624    | 45.599 | 273.769 |
| Argento   | Kōhei Uchimura       | 15.266       | 14.733  | —      | 16.250    | 15.633    | 15.133 | 273.769 |
| Argento   | Koji Yamamuro        | —            | —       | 15.366 | 16.400    | —         | —      | 273.769 |
| Argento   | Koji Uematsu         | 14.766       | —       | —      | 15.533    | 15.533    | 16.033 | 273.769 |
| Argento   | Kazuhito Tanaka      | —            | —       | 14.166 | —         | 15.458    | 14.433 | 273.769 |
| Argento   | Kenya Kobayashi      | —            | 14.800  | 15.000 | —         | —         | —      | 273.769 |
| Argento   | Tatsuki Nakashima    | 14.166       | 15.100  | —      | —         | —         | —      | 273.769 |
| Bronzo    | Germania             | 44.032       | 43.132  | 44.857 | 47.799    | 45.333    | 46.099 | 271.252 |
| Bronzo    | Philipp Boy          | 14.866       | 14.566  | 14.658 | 16.166    | 15.400    | 15.800 | 271.252 |
| Bronzo    | Fabian Hambuechen    | —            | —       | 14.933 | –         | 15.333    | 15.933 | 271.252 |
| Bronzo    | Thomas Taranu        | —            | —       | 15.266 | —         | —         | —      | 271.252 |
| Bronzo    | Evgenij Spiridonov   | 14.100       | 13.600  | —      | —         | —         | 14.366 | 271.252 |
| Bronzo    | Sebastian Krimmer    | —            | 14.966  | —      | 15.533    | 14.600    | —      | 271.252 |
| Bronzo    | Matthias Fahrig      | 15.066       | —       | —      | 16.100    | —         | —      | 271.252 |
| 4         | Stati Uniti          | 43.566       | 40.032  | 44.833 | 47.566    | 45.016    | 46.999 | 268.012 |
| 4         | Christopher Brooks   | —            | 13.466  | —      | 15.833    | 15.116    | 15.533 | 268.012 |
| 4         | Christopher Cameron  | —            | 13.100  | 13.800 | —         | —         | —      | 268.012 |
| 4         | Jonathan Horton      | 14.000       | —       | 15.500 | 15.500    | 15.200    | 15.633 | 268.012 |
| 4         | Steven Legendre      | 15.266       | —       | —      | 16.233    | —         | —      | 268.012 |
| 4         | Danell Leyva         | –            | 13.466  | —      | —         | 14.700    | 15.833 | 268.012 |
| 4         | Brandon Wynn         | 14.300       | —       | 15.533 | —         | —         | —      | 268.012 |
| 5         | Francia              | 42.132       | 43.598  | 43.399 | 46.357    | 44.483    | 43.499 | 263.468 |
| 5         | Hamilton Sabot       | —            | 14.266  | 14.400 | —         | 15.075    | 14.900 | 263.468 |
| 5         | Cyril Tommasone      | 12.766       | 15.466  | —      | —         | 14.808    | —      | 263.468 |
| 5         | Arnald Willig        | —            | 13.866  | 14.633 | 15.258    | 14.600    | 13.733 | 263.468 |
| 5         | Thomas Bouhail       | 14.833       | —       | —      | 16.066    | —         | —      | 263.468 |
| 5         | Gael da Silva        | 14.533       | —       | 14.366 | 15.033    | —         | 14.866 | 263.468 |
| 6         | Russia               | 42.466       | 42.599  | 44.374 | 46.899    | 44.566    | 41.266 | 263.170 |
| 6         | Sergey Khorokhordin  | —            | 14.233  | 14.866 | —         | 14.900    | 13.533 | 263.170 |
| 6         | Maxim Devyatovskiy   | 14.466       | —       | 15.233 | —         | 14.966    | 13.300 | 263.170 |
| 6         | David Beljavskij     | 13.100       | 14.800  | —      | 15.700    | 14.700    | 14.433 | 263.170 |
| 6         | Anton Golotsutskov   | 14.900       | —       | —      | 16.133    | —         | —      | 263.170 |
| 6         | Igor Pakhomenko      | —            | 14.566  | 14.275 | —         | —         | —      | 263.170 |
| 6         | Andrej Čerkasov      | —            | —       | —      | 15.066    | —         | —      | 263.170 |
| 7         | Regno Unito          | 41.775       | 43.899  | 41.932 | 47.899    | 42.932    | 42.666 | 261.103 |
| 7         | Kristian Thomas      | 13.200       | —       | 14.333 | —         | —         | 14.333 | 261.103 |
| 7         | Daniel Purvis        | 14.850       | 13.533  | —      | 15.933    | 14.766    | 14.233 | 261.103 |
| 7         | Samuel Hunter        | —            | 14.566  | —      | —         | 13.566    | 14.100 | 261.103 |
| 7         | Theo Seager          | 13.725       | —       | 13.266 | 15.900    | —         | —      | 261.103 |
| 7         | Ruslan Panteleymonov | —            | —       | 14.333 | 16.066    | 14.600    | –      | 261.103 |
| 7         | Louis Smith          | —            | 15.800  | —      | —         | —         | —      | 261.103 |
| 8         | Corea del Sud        | 42.433       | 41.099  | 42.649 | 48.132    | 42.999    | 42.640 | 259.952 |
| 8         | Yoo Won-Chul         | —            | —       | 14.833 | —         | 14.600    | 12.466 | 259.952 |
| 8         | Kim Ji-Hoon          | 14.100       | 13.133  | —      | —         | —         | 15.308 | 259.952 |
| 8         | Sin Seob             | —            | —       | 14.100 | —         | —         | —      | 259.952 |
| 8         | Kim Soo-Myun         | 14.833       | 13.500  | —      | 15.833    | 14.566    | 14.866 | 259.952 |
| 8         | Yang Hak-Seon        | 13.500       | —       | 13.666 | 16.666    | —         | —      | 259.952 |
| 8         | Ha Chang-Ju          | —            | 14.466  | —      | 15.633    | 13.833    | —      | 259.952 |

#### Concorso individuale
| Pos.    | Ginnasta              | Nazione       | Attrezzo  | Attrezzo  | Attrezzo | Attrezzo     | Attrezzo | Attrezzo | Totale |
| Pos.    | Ginnasta              | Nazione       | Volteggio | Parallele | Sbarra   | Corpo libero | Anelli   | Cavallo  | Totale |
| ------- | --------------------- | ------------- | --------- | --------- | -------- | ------------ | -------- | -------- | ------ |
| Oro     | Kōhei Uchimura        | Giappone      | 15.566    | 15.000    | 15.133   | 16.266       | 15.300   | 15.066   | 92.331 |
| Argento | Philipp Boy           | Germania      | 15.000    | 14.666    | 14.566   | 15.650       | 15.166   | 15.000   | 90.048 |
| Bronzo  | Jonathan Horton       | Stati Uniti   | 14.866    | 13.833    | 15.366   | 15.566       | 15.200   | 15.033   | 89.864 |
| 4       | Mykola Kuksenkov      | Ucraina       | 14.666    | 14.766    | 14.600   | 15.700       | 14.933   | 15.166   | 89.831 |
| 5       | Daniel Purvis         | Regno Unito   | 15.066    | 14.300    | 14.166   | 15.900       | 14.933   | 14.600   | 88.965 |
| 6       | Lü Bo                 | Cina          | 14.366    | 14.366    | 14.800   | 16.033       | 14.766   | 14.633   | 88.964 |
| 7       | Sergey Khorokhordin   | Russia        | 14.433    | 14.466    | 14.933   | 15.466       | 14.066   | 15.300   | 88.664 |
| 8       | Koji Uematsu          | Giappone      | 14.566    | 14.200    | 13.733   | 15.556       | 15.533   | 14.800   | 88.398 |
| 9       | Samuel Hunter         | Regno Unito   | 14.433    | 14.966    | 14.033   | 15.600       | 14.700   | 14.633   | 88.365 |
| 10      | Alexander Shatilov    | Israele       | 15.200    | 14.066    | 13.941   | 15.666       | 14.666   | 14.666   | 88.205 |
| 11      | Teng Haibin           | Cina          | 14.033    | 14.000    | 14.033   | 15.791       | 15.533   | 14.766   | 88.156 |
| 12      | Kim Soo-Myun          | Corea del Sud | 13.700    | 15.000    | 13.733   | 15.966       | 14.800   | 14.800   | 87.999 |
| 13      | Cyril Tommasone       | Francia       | 14.100    | 15.533    | 14.091   | 15.333       | 14.633   | 13.866   | 87.556 |
| 14      | Anton Fokin           | Uzbekistan    | 14.083    | 14.466    | 14.133   | 15.683       | 15.133   | 13.933   | 87.431 |
| 15      | Tomas Gonzales        | Cile          | 15.191    | 13.366    | 14.466   | 15.966       | 14.400   | 13.833   | 87.222 |
| 16      | Flavius Koczi         | Romania       | 14.266    | 13.900    | 14.375   | 16.433       | 14.650   | 13.333   | 86.957 |
| 17      | Evgenij Spiridonov    | Germania      | 14.166    | 14.466    | 14.200   | 15.383       | 14.333   | 14.500   | 86.498 |
| 18      | Danell Leyva          | Stati Uniti   | 14.733    | 12.900    | 14.325   | 15.666       | 13.566   | 15.666   | 86.856 |
| 19      | Maxim Devyatovskiy    | Russia        | 14.900    | 11.116    | 15.066   | 16.066       | 15.033   | 14.566   | 86.797 |
| 20      | Dzmitry Savitski      | Bielorussia   | 13.816    | 14.000    | 14.566   | 15.500       | 14.950   | 13.900   | 86.732 |
| 21      | Yoo Won-Chul          | Corea del Sud | 13.633    | 12.500    | 14.825   | 15.500       | 14.866   | 15.066   | 86.390 |
| 22      | Luis Vargas Velásquez | Porto Rico    | 13.100    | 14.133    | 13.933   | 15.516       | 14.733   | 14.833   | 86.248 |
| 23      | Luis Rivera           | Porto Rico    | 14.400    | 14.100    | 14.866   | 15.900       | 12.533   | 13.700   | 85.499 |
| 24      | Sergio Muñoz          | Spagna        | 13.336    | 12.666    | 14.466   | 15.900       | 12.900   | 14.466   | 83.764 |

#### Corpo libero
| Pos.    | Ginnasta             | D Score | E Score | Pen.  | Totale |
| ------- | -------------------- | ------- | ------- | ----- | ------ |
| Oro     | Eleftherios Kosmidis | 6.600   | 9.100   | —     | 15.700 |
| Argento | Kōhei Uchimura       | 6.500   | 9.033   | —     | 15.533 |
| Bronzo  | Daniel Purvis        | 6.500   | 8.866   | —     | 15.366 |
| 4       | Alexander Shatilov   | 6.400   | 8.933   | —     | 15.333 |
| 5       | Thomas Bouhail       | 6.100   | 9.100   | —     | 15.200 |
| 6       | Eddie Penev          | 6.600   | 8.566   | 0.100 | 15.066 |
| 7       | Flavius Koczi        | 6.200   | 8.866   | —     | 15.066 |
| 8       | Steven Legendre      | 6.300   | 7.300   | —     | 13.600 |

#### Cavallo con maniglie
| Pos.    | Ginnasta              | D Score | E Score | Pen. | Totale |
| ------- | --------------------- | ------- | ------- | ---- | ------ |
| Oro     | Krisztián Berki       | 6.700   | 9.133   | —    | 15.833 |
| Argento | Louis Smith           | 6.900   | 8.833   | —    | 15.733 |
| Bronzo  | Prashanth Sellathurai | 6.600   | 8.966   | —    | 15.566 |
| 4       | Cyril Tommasone       | 6.500   | 8.933   | —    | 15.433 |
| 5       | Filip Ude             | 6.300   | 9.016   | —    | 15.316 |
| 6       | Harutyun Merdinyan    | 6.400   | 8.766   | —    | 15.166 |
| 7       | Donna Donny Truyens   | 5.600   | 8.533   | —    | 14.133 |
| 8       | Sašo Bertoncelj       | 6.200   | 7.733   | —    | 13.933 |

#### Anelli
| Pos.    | Ginnasta        | D Score | E Score | Pen. | Totale |
| ------- | --------------- | ------- | ------- | ---- | ------ |
| Oro     | Chen Yibing     | 6.800   | 9.100   | —    | 15.900 |
| Argento | Yan Mingyong    | 6.800   | 8.900   | —    | 15.700 |
| Bronzo  | Matteo Morandi  | 6.700   | 8.966   | —    | 15.666 |
| 4       | Koji Yamamuro   | 6.700   | 8.800   | —    | 15.500 |
| 5       | Yoo Won-Chul    | 6.600   | 8.833   | —    | 15.433 |
| 6       | Ivan San Miguel | 6.500   | 8.833   | —    | 15.333 |
| 7       | Kenya Kobayashi | 6.400   | 8.900   | —    | 15.300 |
| 8       | Chen Chih Yu    | 6.700   | 8.566   | —    | 15.266 |

#### Volteggio
| Pos.    | Ginnasta             | D. Score | E. Score | Penalità | 1° Parziale | D. Score | E. Score | Penalità | 2° Parziale | Totale |
| ------- | -------------------- | -------- | -------- | -------- | ----------- | -------- | -------- | -------- | ----------- | ------ |
| Oro     | Thomas Bouhail       | 7.000    | 9.366    | —        | 16.366      | 7.000    | 9.533    | —        | 16.533      | 16.449 |
| Argento | Anton Golotsutskov   | 7.000    | 9.433    | —        | 16.433      | 7.000    | 9.300    | —        | 16.300      | 16.366 |
| Bronzo  | Dzmitry Kaspiarovich | 7.000    | 9.233    | —        | 16.233      | 7.000    | 9.400    | —        | 16.400      | 16.316 |
| 4       | Yang Hak-Seon        | 7.000    | 9.400    | —        | 16.400      | 7.000    | 9.133    | —        | 16.133      | 16.266 |
| 5       | Flavius Koczi        | 7.000    | 9.233    | —        | 16.233      | 7.000    | 9.183    | —        | 16.183      | 16.208 |
| 6       | Andriy Isayev        | 6.600    | 9.266    | —        | 15.866      | 7.000    | 9.233    | —        | 16.233      | 16.049 |
| 7       | Luis Rivera          | 6.600    | 9.375    | —        | 15.975      | 6.600    | 9.316    | —        | 15.916      | 15.945 |
| 8       | Jeffrey Wammes       | 6.600    | 9.300    | 0.100    | 16.000      | 6.600    | 8.900    | —        | 15.500      | 15.750 |
| Pos.    | Ginnasta             | 1° Salto | 1° Salto | 1° Salto | 1° Salto    | 2° Salto | 2° Salto | 2° Salto | 2° Salto    | Totale |

#### Parallele simmetriche
| Pos.    | Ginnasta         | D Score | E Score | Pen. | Totale |
| ------- | ---------------- | ------- | ------- | ---- | ------ |
| Oro     | Feng Zhe         | 6.700   | 9.266   | —    | 15.966 |
| Argento | Teng Haibin      | 6.400   | 9.216   | —    | 15.616 |
| Bronzo  | Kōhei Uchimura   | 6.400   | 9.100   | —    | 15.500 |
| 4       | Fabian Hambüchen | 6.300   | 9.066   | —    | 15.366 |
| 5       | Koji Uematsu     | 6.500   | 8.733   | —    | 15.233 |
| 6       | Adam Kierzkowski | 6.000   | 9.200   | —    | 15.200 |
| 7       | Ildar Valeiev    | 6.900   | 8.283   | —    | 15.183 |
| 8       | Samuel Piasecky  | 6.300   | 8.866   | —    | 15.166 |

#### Sbarra
| Pos.    | Ginnasta           | D Score | E Score | Pen. | Totale |
| ------- | ------------------ | ------- | ------- | ---- | ------ |
| Oro     | Zhang Chenglong    | 7.500   | 8.666   | —    | 16.166 |
| Argento | Epke Zonderland    | 7.300   | 8.733   | —    | 16.033 |
| Bronzo  | Fabian Hambüchen   | 7.100   | 8.866   | —    | 15.966 |
| 4       | Philipp Boy        | 7.300   | 8.533   | —    | 15.833 |
| 5       | Danell Leyva       | 7.100   | 8.566   | —    | 15.666 |
| 6       | Christopher Brooks | 6.600   | 8.783   | —    | 15.383 |
| 7       | Feng Zhe           | 6.600   | 8.566   | —    | 15.166 |
| 8       | Koji Uematsu       | 7.200   | 6.800   | —    | 14.000 |

### Ginnastica artistica femminile

#### Concorso a squadre
| Posizione | Squadra             | Volteggio | Parallele | Trave  | Corpo Libero | Totale  |
| --------- | ------------------- | --------- | --------- | ------ | ------------ | ------- |
| Oro       | Russia              | 45.766    | 41.899    | 43.733 | 43.999       | 175.397 |
| Oro       | Aliya Mustafina     | 15.633    | 15.600    | 15.033 | 14.666       | 175.397 |
| Oro       | Anna Dement'eva     | —         | 13.366    | 14.400 | 14.533       | 175.397 |
| Oro       | Tatiana Nabieva     | 15.400    | 12.933    | —      | —            | 175.397 |
| Oro       | Ksenija Afanas'eva  | —         | —         | —      | 14.800       | 175.397 |
| Oro       | Ekaterina Kurbatova | 14.733    | —         | —      | —            | 175.397 |
| Oro       | Ksenia Semenova     | —         | —         | 14.300 | —            | 175.397 |
| Argento   | Stati Uniti         | 45.666    | 44.065    | 43.799 | 41.666       | 175.196 |
| Argento   | Rebecca Bross       | —         | 14.833    | 14.866 | 14.633       | 175.196 |
| Argento   | Alexandra Raisman   | 15.066    | —         | 14.333 | 14.500       | 175.196 |
| Argento   | Alicia Sacramone    | 15.600    | —         | 14.600 | —            | 175.196 |
| Argento   | Mackenzie Caquatto  | 15.000    | 14.666    | —      | —            | 175.196 |
| Argento   | Bridget Sloan       | —         | 14.566    | —      | —            | 175.196 |
| Argento   | Mattie Larson       | —         | —         | —      | 12.533       | 175.196 |
| Bronzo    | Cina                | 44.666    | 44.316    | 42.566 | 43.233       | 174.781 |
| Bronzo    | Jiang Yuyuan        | 14.900    | 13.433    | 14.866 | 14.500       | 174.781 |
| Bronzo    | Huang Qiushuang     | 14.800    | 14.750    | –      | 14.000       | 174.781 |
| Bronzo    | Sui Lu              | —         | —         | 13.000 | 14.733       | 174.781 |
| Bronzo    | He Kexin            | —         | 16.133    | —      | —            | 174.781 |
| Bronzo    | Yang Yilin          | 14.966    | —         | —      | —            | 174.781 |
| Bronzo    | Deng Linlin         | —         | —         | 14.700 | —            | 174.781 |
| 4         | Romania             | 44.266    | 42.232    | 43.532 | 43.066       | 173.096 |
| 4         | Ana Porgras         | —         | 14.466    | 15.066 | 14.133       | 173.096 |
| 4         | Sandra Izbașa       | 14.700    | —         | 14.333 | 14.200       | 173.096 |
| 4         | Diana Chelaru       | 14.700    | —         | —      | 14.733       | 173.096 |
| 4         | Raluca Haidu        | 14.866    | 13.700    | —      | —            | 173.096 |
| 4         | Gabriela Drăgoi     | —         | 14.066    | 14.133 | —            | 173.096 |
| 5         | Giappone            | 43.066    | 43.633    | 42.232 | 40.966       | 169.897 |
| 5         | Rie Tanaka          | 14.300    | 14.433    | 13.900 | 13.400       | 169.897 |
| 5         | Koko Tsurumi        | 13.866    | 14.900    | 13.366 | 13.866       | 169.897 |
| 5         | Yuko Shintake       | —         | 14.300    | 13.966 | —            | 169.897 |
| 5         | Momoko Ozawa        | 14.900    | —         | —      | —            | 169.897 |
| 5         | Mai Yamagishi       | —         | —         | —      | 13.700       | 169.897 |
| 6         | Australia           | 43.499    | 42.533    | 40.598 | 41.999       | 168.629 |
| 6         | Lauren Mitchell     | 14.800    | 14.100    | 13.866 | 14.700       | 168.629 |
| 6         | Georgia Bonora      | 13.833    | 13.933    | 12.866 | 13.633       | 168.629 |
| 6         | Ashleigh Brennan    | —         | —         | 13.866 | 13.666       | 168.629 |
| 6         | Emily Little        | 14.866    | —         | —      | —            | 168.629 |
| 6         | Larissa Miller      | —         | 14.500    | —      | —            | 168.629 |
| 7         | Regno Unito         | 43.732    | 42.699    | 37.632 | 42.765       | 166.828 |
| 7         | Hannah Whelan       | —         | 13.900    | 14.133 | 14.066       | 166.828 |
| 7         | Imogen Cairns       | 14.633    | —         | 11.833 | 14.033       | 166.828 |
| 7         | Nicole Hibbert      | 14.366    | 13.066    | 11.666 | —            | 166.828 |
| 7         | Elizabeth Tweddle   | —         | 15.733    | —      | 14.666       | 166.828 |
| 7         | Rebecca Downie      | 14.733    | —         | —      | —            | 166.828 |
| 8         | Italia              | 41.965    | 41.032    | 39.666 | 40.766       | 163.429 |
| 8         | Serena Licchetta    | 14.066    | 13.300    | 12.166 | 13.633       | 163.429 |
| 8         | Vanessa Ferrari     | 13.966    | 14.066    | —      | 14.333       | 163.429 |
| 8         | Elisabetta Preziosa | 13.933    | —         | 14.000 | —            | 163.429 |
| 8         | Lia Parolari        | —         | —         | 13.500 | 12.800       | 163.429 |
| 8         | Eleonora Rando      | —         | 13.666    | —      | —            | 163.429 |

#### Concorso individuale
| Pos.    | Ginnasta            | Nazione     | Attrezzo  | Attrezzo  | Attrezzo | Attrezzo     | Totale |
| Pos.    | Ginnasta            | Nazione     | Volteggio | Parallele | Trave    | Corpo libero | Totale |
| ------- | ------------------- | ----------- | --------- | --------- | -------- | ------------ | ------ |
| Oro     | Aliya Mustafina     | Russia      | 15.666    | 15.300    | 15.033   | 15.033       | 61.032 |
| Argento | Jiang Yuyuan        | Cina        | 14.833    | 15.533    | 15.066   | 14.566       | 59.998 |
| Bronzo  | Rebecca Bross       | Stati Uniti | 14.700    | 14.933    | 14.100   | 15.233       | 58.966 |
| 4       | Huang Qiushuang     | Cina        | 14.766    | 15.200    | 14.700   | 13.700       | 58.366 |
| 5       | Ana Porgras         | Romania     | 13.966    | 14.466    | 15.433   | 14.300       | 58.165 |
| 6       | Lauren Mitchell     | Australia   | 14.733    | 13.900    | 14.900   | 14.600       | 58.133 |
| 7       | Tatiana Nabieva     | Russia      | 15.466    | 15.133    | 13.266   | 13.433       | 57.298 |
| 8       | Ariella Kaeslin     | Svizzera    | 15.300    | 13.700    | 14.200   | 13.700       | 56.900 |
| 9       | Raluca Haidu        | Romania     | 14.666    | 13.400    | 14.466   | 13.800       | 56.332 |
| 10      | Jessica Lopez       | Venezuela   | 14.433    | 13.966    | 13.866   | 14.033       | 56.298 |
| 11      | Vanessa Ferrari     | Italia      | 13.833    | 13.866    | 14.233   | 14.233       | 56.165 |
| 12      | Elisabeth Seitz     | Germania    | 14.766    | 14.733    | 13.458   | 13.200       | 56.157 |
| 13      | Aly Raisman         | Stati Uniti | 14.900    | 11.700    | 14.466   | 14.633       | 55.699 |
| 14      | Georgia Bonora      | Australia   | 13.966    | 13.833    | 14.466   | 13.433       | 55.698 |
| 15      | Jade Barbosa        | Brasile     | 14.866    | 12.900    | 14.166   | 13.733       | 55.665 |
| 16      | Hannah Whelan       | Regno Unito | 13.866    | 13.433    | 14.200   | 14.000       | 55.499 |
| 17      | Rie Tanaka          | Giappone    | 14.033    | 14.066    | 13.900   | 13.333       | 55.332 |
| 18      | Daniele Hypólito    | Brasile     | 14.100    | 13.000    | 14.066   | 14.100       | 55.266 |
| 19      | Celine Van Gerner   | Paesi Bassi | 13.866    | 14.100    | 13.000   | 14.200       | 55.166 |
| 20      | Marta Pihan-Kulesza | Polonia     | 13.766    | 12.500    | 14.333   | 14.133       | 54.732 |
| 21      | Koko Tsurumi        | Giappone    | 13.866    | 12.900    | 14.600   | 13.300       | 54.666 |
| 22      | Nicole Hibbert      | Regno Unito | 13.966    | 14.000    | 13.200   | 13.400       | 54.566 |
| 23      | Aurelie Malaussena  | Francia     | 14.166    | 13.966    | 14.033   | 12.100       | 54.265 |
| 24      | Elisabetta Preziosa | Italia      | 13.933    | 11.700    | 14.200   | 13.100       | 52.933 |

#### Volteggio
| Pos.    | Ginnasta         | D. Score | E. Score | Penalità | 1° Parziale | D. Score | E. Score | Penalità | 2° Parziale | Totale |
| ------- | ---------------- | -------- | -------- | -------- | ----------- | -------- | -------- | -------- | ----------- | ------ |
| Oro     | Alicia Sacramone | 6.300    | 9.100    | —        | 15.400      | 5.800    | 9.200    | —        | 15.000      | 15.200 |
| Argento | Aliya Mustafina  | 6.500    | 9.233    | —        | 15.733      | 5.700    | 8.800    | 0.1      | 14.400      | 15.066 |
| Bronzo  | Jade Barbosa     | 5.800    | 9.133    | —        | 14.933      | 5.600    | 9.066    | —        | 14.666      | 14.799 |
| 4       | Ariella Kaeslin  | 6.300    | 8.866    | —        | 15.166      | 5.800    | 8.700    | 0.1      | 14.400      | 14.783 |
| 5       | Tatiana Nabieva  | 5.800    | 8.933    | —        | 14.733      | 5.700    | 8.866    | 0.1      | 14.466      | 14.599 |
| 6       | Jo Hyun Joo      | 5.600    | 8.700    | —        | 14.300      | 5.800    | 8.866    | —        | 14.666      | 14.483 |
| 7       | Diana Chelaru    | 5.800    | 8.900    | —        | 14.700      | 4.800    | 8.633    | —        | 13.433      | 14.066 |
| 8       | Imogen Cairns    | 5.300    | 9.133    | —        | 14.433      | 4.800    | 8.766    | —        | 13.566      | 13.999 |
| Pos.    | Ginnasta         | 1° Salto | 1° Salto | 1° Salto | 1° Salto    | 2° Salto | 2° Salto | 2° Salto | 2° Salto    | Totale |

#### Parallele
| Pos.    | Ginnasta          | D Score | E Score | Pen. | Totale |
| ------- | ----------------- | ------- | ------- | ---- | ------ |
| Oro     | Elizabeth Tweddle | 6.800   | 8.933   | —    | 15.733 |
| Argento | Aliya Mustafina   | 6.800   | 8.800   | —    | 15.600 |
| Bronzo  | Rebecca Bross     | 6.200   | 8.866   | —    | 15.066 |
| 4       | Bridget Sloan     | 6.000   | 8.666   | —    | 14.666 |
| 5       | Ana Porgras       | 6.200   | 8.400   | —    | 14.600 |
| 6       | Huang Qiushuang   | 7.000   | 7.400   | —    | 14.400 |
| 7       | He Kexin          | 6.300   | 7.666   | —    | 13.966 |
| 8       | Elisabeth Seitz   | 4.200   | 6.266   | —    | 10.466 |

#### Trave
| Pos.    | Ginnasta         | D Score | E Score | Pen. | Totale |
| ------- | ---------------- | ------- | ------- | ---- | ------ |
| Oro     | Ana Porgras      | 6.500   | 8.866   | —    | 15.366 |
| Argento | Rebecca Bross    | 6.500   | 8.733   | —    | 15.233 |
| Argento | Deng Linlin      | 6.600   | 8.633   | —    | 15.233 |
| 4       | Lauren Mitchell  | 6.600   | 8.600   | —    | 15.200 |
| 5       | Alicia Sacramone | 6.100   | 8.966   | —    | 15.066 |
| 6       | Anna Dement'eva  | 6.200   | 7.766   | —    | 13.966 |
| 7       | Aliya Mustafina  | 5.900   | 7.866   | —    | 13.766 |
| 8       | Yana Demyanchuk  | 6.200   | 7.533   | —    | 13.733 |

#### Corpo libero
| Pos.    | Ginnasta           | D Score | E Score | Pen. | Totale |
| ------- | ------------------ | ------- | ------- | ---- | ------ |
| Oro     | Lauren Mitchell    | 5.900   | 8.933   | —    | 14.833 |
| Argento | Aliya Mustafina    | 5.800   | 8.966   | —    | 14.766 |
| Argento | Diana Chelaru      | 5.900   | 8.866   | —    | 14.766 |
| 4       | Aly Raisman        | 5.700   | 9.016   | —    | 14.716 |
| 5       | Sui Lu             | 5.700   | 8.966   | —    | 14.666 |
| 6       | Vanessa Ferrari    | 5.500   | 9.100   | —    | 14.600 |
| 7       | Sandra Izbașa      | 5.900   | 8.833   | 0.8  | 13.983 |
| 8       | Ksenija Afanas'eva | 5.800   | 6.900   | —    | 12.700 |

## Medagliere
| Pos. | Paese       | Oro | Argento | Bronzo | Totale |
| ---- | ----------- | --- | ------- | ------ | ------ |
| 1    | Cina        | 4   | 4       | 1      | 9      |
| 1    | Russia      | 2   | 4       | —      | 6      |
| 3    | Stati Uniti | 1   | 3       | 3      | 6      |
| 4    | Giappone    | 1   | 2       | 1      | 4      |
| 5    | Regno Unito | 1   | 1       | 1      | 3      |
| 6    | Romania     | 1   | 1       | —      | 2      |
| 7    | Australia   | 1   | —       | 1      | 2      |
| 8    | Ungheria    | 1   | —       | —      | 1      |
| 8    | Francia     | 1   | —       | —      | 1      |
| 8    | Grecia      | 1   | —       | —      | 1      |
| 11   | Germania    | —   | 1       | 2      | 3      |
| 12   | Paesi Bassi | —   | 1       | —      | 1      |
| 13   | Bielorussia | —   | —       | 1      | 1      |
| 13   | Italia      | —   | —       | 1      | 1      |
| 13   | Brasile     | —   | —       | 1      | 1      |